# (238) Hipàcia
(238) Hipàcia és un asteroide que s'hi troba al cinturó d'asteroides descobert per Víktor Karlovich Knorre des de l'observatori de Berlín, a Alemanya, l'1 de juliol de 1884. Anomenat així per l'astrònoma alexandrina Hipàcia.
Hipàcia orbita a una distància mitjana de 2,908 ua del Sol, i pot allunyar-se'n fins a 3,159 ua i apropar-se fins a 2,656 ua. La seva inclinació orbital és 12,39° i l'excentricitat 0,08657. Completa una òrbita al voltant del Sol al cap de 1.811 dies.